# 전북과학고등학교
전북과학고등학교(全北科學高等學校)는 대한민국 전북특별자치도 익산시 금마면 용순리에 위치한 공립 과학고등학교이다.

## 학교 연혁
- 1990년 6월 30일 : 학교 설립 인가
- 1991년 3월 1일 : 제1대 최병선 교장 부임
- 1991년 3월 5일 : 개교 (제1회 신입생 59명 입학)
- 1991년 12월 21일 : 본관 신축 이전
- 1994년 5월 24일 : 생활관 청운관 신축 입주
- 2011년 10월 11일 : 학습동 준공
- 2012년 12월 20일 : 학급 증설 인가(9학급)
- 2017년 2월 1일 : 입지관, 청운관, 역사관 리모델링
- 2020년 9월 22일 : 강당 및 식생활관 신축
- 2021년 3월 1일 : 제14대 변완섭 교장 부임
- 2022년 10월 7일 : 본관 6개 특별실 준공
- 2024년 2월 8일 : 제31회 졸업식 57명(31기 31명, 32기 26명)
- 2024년 3월 4일 : 제34기 61명 입학

## 설치 학과
- 과학과

## 참고 자료
- 전북과학고등학교 - 한국교육학술정보원 학교알리미